# Jürgen Prochnow
Jürgen Prochnow (Berlijn, 10 juni 1941) is een Duits acteur.
Hij acteert al vanaf 1970. In 1978 ontving hij de Deutscher Darstellerpreis. In 1979 werd hij door het theatermagazine Theater heute uitgeroepen tot 'Schauspieler des Jahres' (toneelspeler van het jaar). Zijn bekendste rol is die van kapitein Heinrich Lehmann-Willenbrock in de Duitse onderzeebootklassieker Das Boot (1981).

## Filmografie
- 1971: Zoff
- 1972: Auf Befehl erschossen (televisiefilm)
- 1972: Händler der vier Jahreszeiten
- 1973: Tatort – Jagdrevier (televisieserie)
- 1974: Die Verrohung des Franz Blum
- 1974: Einer von uns beiden
- 1975: Die verlorene Ehre der Katharina Blum als Ludwig Götten
- 1976: Hans im Glück (Fernsehfilm)
- 1976: Schaurige Geschichten – Taxi nach Hamburg (televisieserie)
- 1976: Shirins Hochzeit (televisiefilm)
- 1977: Die Konsequenz
- 1977: Operation Ganymed
- 1977: Tatort – Das Mädchen von gegenüber (televisieserie)
- 1980: Soweit das Auge reicht
- 1981: Das Boot als kapitein Heinrich Lehmann-Willenbrock
- 1983: Love Is Forever als generaal Siegfried Kaplan
- 1983: The Keep
- 1984: Dune als graaf Leto Atreides
- 1984: Forbidden
- 1985: Der Bulle und das Mädchen
- 1985: Murder: By Reason of Insanity (televisiefilm)
- 1986: Killing Cars
- 1987: Beverly Hills Cop II als Maxwell Dent
- 1987: Des Teufels Paradies
- 1987: Terminus
- 1988: The Seventh Sign als David Bannon
- 1989: A Dry White Season als Captain Stolz
- 1990: Der Skipper
- 1990: The Fourth War
- 1990: The Man Inside
- 1991: Robin Hood als heer Miles Folcanet
- 1992: F-117 A Stealth-War (Interceptor)
- 1992: Twin Peaks: Fire Walk with Me
- 1993: Body of Evidence als dr. Alan Paley
- 1993: The Fire Next Time (televisietweeluik)
- 1993: Der Fall Lucona
- 1993: The last border – viimeisellä rajalla
- 1994: In the Mouth of Madness als Sutter Cane
- 1994: Red Eagle (televisiefilm)
- 1995: Judge Dredd als rechter Griffin
- 1995: Fesseln (Fernsehfilm)
- 1995: Tödliche Wahl (3-delige televisiefilm)
- 1996: The English Patient als majoor Muller
- 1996: Sorellina e il principe del sogno (televisiefilm)
- 1997: Air Force One als generaal Ivan Radek
- 1997: Der Schrei der Liebe (televisiefilm)
- 1997: Genetic Code
- 1998: The Replacement Killers als Michael Kogan
- 1998: Schuldig
- 1999: Wing Commander als commandant Paul Gerald
- 1999: Der blonde Affe (televisiefilm)
- 1999: Die Bibel - Esther (televisiefilm)
- 1999: Heaven’s Fire (televisiefilm)
- 2000: Das blonde Biest – Wenn Mutterliebe blind macht (televisiefilm)
- 2000: Padre Pio (televisiefilm)
- 2000: The Last Stop
- 2001: Dark Asylum
- 2001: Last Run
- 2001: Ripper
- 2001: The Elite
- 2002: Heaven’s Fire
- 2003: Baltic Storm
- 2003: Heart of America
- 2003: House of the Dead
- 2004: Julie, Chevalier de Maupin (televisiefilm)
- 2005: See Arnold Run (televisiefilm)
- 2006: The Celestine Prophecy als Jensen
- 2006: The Da Vinci Code als Andre Vernet
- 2006: Beerfest
- 2006: Chain Reaction
- 2006: Schröders wunderbare Welt
- 2007: Primeval
- 2007: Ein Fall für zwei (televisieserie, aflevering Schmutzige Hände)
- 2007: Nanking
- 2007: Ohne einander (televisiefilm)
- 2008: La conjura de El Escorial als Espinosa
- 2008: Merlin und der Krieg der Drachen
- 2010: 24 (seizoen 8) als Sergei Bazhaev
- 2010, 2014: NCIS: Los Angeles (televisieserie, 3 afleveringen)
- 2010: Amigo – Bei Ankunft Tod (televisiefilm)
- 2010: Die Jagd nach der Heiligen Lanze (televisiefilm)
- 2010: Nachtschicht – Das tote Mädchen (televisieserie)
- 2010: Sinners & Saints
- 2010: Tatort – Schlafende Hunde (televisieserie)
- 2012: Die Schuld der Erben (televisiefilm)
- 2012: Ohne Gnade
- 2013: Company of Heroes
- 2013: Die Kinder meiner Tochter (televisiefilm)
- 2015: Remember als Rudy Kurlander #4
- 2015: Die dunkle Seite des Mondes
- 2015: Hitman: Agent 47
- 2016: Tatort – Borowski und das verlorene Mädchen (televisieserie)
- 2017: Damascus Cover
- 2017: Kundschafter des Friedens
- 2017: Leanders letzte Reise
- 2018: Lore (Fernsehserie, aflevering 02x03: Hinterkaifeck)
- 2019: A Hidden Life
- 2020: Der Alte und die Nervensäge
- 2020: Eine Handvoll Wasser
- 2023: The Last Rifleman

## Gesynchroniseerde rollen (selectie)
Alec Baldwin
- 1991: Die blonde Versuchung als Charley Pearl

Sylvester Stallone
- 1976: Rocky als Rocky Balboa
- 1978: F.I.S.T. – Ein Mann geht seinen Weg als Johnny Kovak
- 1978: Vorhof zum Paradies als Cosmo Carboni
- 1979: Rocky II als Rocky Balboa
- 2018: Creed II – Rocky’s Legacy als Rocky Balboa
- 2019: Escape Plan 3: The Extractors als Ray Breslin
- 2019: Rambo: Last Blood als John Rambo
- 2022: Samaritan als Joe/Nemesis

## Luisterboeken (selectie)
- 2008: Frank Herbert: Dune: Der Wüstenplanet (gemeinsam met Simon Jäger en Marianne Rosenberg), Lübbe Audio, ISBN 978-3-7857-3584-8
- 2013: Andreas Eschbach: Quantenmüll, Lübbe Audio (Audible)
- 2017: Andreas Eschbach: Eine unberührte Welt (gemeinsam met Simon Jäger, Yara Blümel en Nicole Engeln), Lübbe Audio, ISBN 978-3-7857-5497-9